# NGC 7592
NGC 7592 este o galaxie seyfert de tip 2⁠(d) situată în constelația Vărsătorul. A fost descoperită în 20 septembrie 1784 de către William Herschel. Se află la o distanță de 99,41 de megaparseci de Pământ.